# レユニオン島の尖峰群、圏谷群および絶壁群
「レユニオン島の尖峰群、圏谷群および絶壁群」（レユニオンとうのせんぽうぐん けんこくぐんおよびぜっぺきぐん、Pitons, cirques et remparts de l'île de La Réunion）は、2010年にユネスコの世界遺産リストに登録された物件のひとつである。フランスの世界遺産の中では3つ目の自然遺産で、フランス本土以外の物件としては「ニューカレドニアの礁湖」に次ぎ2例目、海外県の物件としては初めての登録である。
登録範囲は、2007年に設定されたレユニオン国立公園の中心部分に該当し、島の面積の約40%に該当している。登録に当たっては尖鋒、圏谷、絶壁が形成する独特の地形織り成す自然美と、特筆すべき亜熱帯の雨林、雲霧林、ヒースなどの植生の多様性が評価された。

## 位置
レユニオンはインド洋南西部のマスカリン諸島に位置するフランスの海外県で、マダガスカル島から800km、南回帰線の北200kmに位置している。火山活動によって島が誕生したのは約300万年前のことで、面積は2,500km2 である。

## 構成要素
世界遺産はその名の通り、2つの火山と3つの圏谷から構成されている。

### 2つの火山
島には異なる時期に形成された2つの火山が存在する。
ピトン・デ・ネージュ（le piton des Neiges）は、レユニオン島の最高峰（標高3,070m）である。過去には3つの圏谷（マファト、サラジー、シラオス）を生み出したが、活動を停止してから12,000年が経っている。
もうひとつがピトン・ドゥ・ラ・フルネーズ（le piton de la Fournaise）で、こちらは対照的に今なおさかんに活動している火山である。地球上で最も活発な火山のひとつで、世界遺産に登録された2010年にも1月に噴火した。標高は2,631mだが、その火口で目に見えているのは一部分で、火道の海底からの高さは6,000mにもなる。2017年1月にも噴火が発生している。

### 3つの圏谷
マファト圏谷（Mafate）は上流から下流へと整然と並ぶ巨大な稜線が特色である。シラオス圏谷（Cilaos）はピトン・デ・ネージュの南西に形成されていて、その最も高い部分には高原がいくつもあり、人々が入植を行ってきた。サラジー圏谷（Salazie）の辺りには豪雨が降り、これが断崖を流れ落ちる数え切れない滝を生み出し、絶景を呈している。

## 登録基準
この地域は、火山によって形成された独特の自然美が際立っている。その結果、この世界遺産は世界遺産登録基準のうち、以下の条件を満たし、登録された（以下の基準は世界遺産センター公表の登録基準からの翻訳、引用である）。
- (7) ひときわすぐれた自然美及び美的な重要性をもつ最高の自然現象または地域を含むもの。
- (10) 生物多様性の本来的保全にとって、もっとも重要かつ意義深い自然生息地を含んでいるもの。これには科学上または保全上の観点から、すぐれて普遍的価値を持つ絶滅の恐れのある種の生息地などが含まれる。

フランス当局は基準（8）や（9）の適用も申請していたが、カムチャツカの火山群や済州の火山島と溶岩洞窟群などの既存の世界遺産登録物件と比較した結果、IUCNの事前調査の段階で否定的評価が下されていた。

## 登録名
登録名の rempart は、一般に「城壁、防御に役立つもの」などの意味であるが、この場合は現地で高さ1,000mの直線的あるいは曲線的な絶壁（escarpment）を指す通称として用いられているという。「自然の城壁」と訳されることもある。